# Jim Craig
James Philip Craig (Glasgow, Reino Unido, 30 de abril de 1943) es un exfutbolista escocés que jugaba como lateral derecho. Principalmente asociado con el Celtic, fue miembro del equipo de los Leones de Lisboa que ganó la Copa de Europa de 1967.

## Trayectoria
Estudiante en la escuela St Gerard's School de Glasgow, Craig fue seguidor del Celtic desde su infancia, y el primer partido al que asistió fue la final de la Saint Mungo Cup en 1951. Fue internacional escolar con Escocia, y su primer equipo en categoría sénior fue el equipo representativo de la Universidad de Glasgow, en el que jugó mientras estudiaba odontología. Se unió al Celtic en 1963 con un contrato de aficionado para poder completar sus estudios, y tras hacerlo, firmó como profesional en enero de 1965.
Las habilidades y el estilo de juego de Craig encajaban con la filosofía táctica del entrenador Jock Stein, y pronto desplazó a Willie O'Neill y Ian Young como lateral derecho titular del Celtic. Stein fomentaba que los laterales se incorporaran al ataque para apoyar al mediocampo y a los delanteros, en un estilo similar al actual carrilero, y en Craig y el lateral izquierdo Tommy Gemmell encontró a jugadores dispuestos a cumplir ese rol.
Durante su etapa en el Parkhead, Craig ganó 14 títulos nacionales (7 Ligas, 4 Copas de Escocia y 3 Copas de la Liga), además de una Copa de Europa en 1967. Disputó 239 partidos con el Celtic, marcando 6 goles, y su último encuentro fue la final de la Copa de Escocia de 1972, en la que el Celtic se proclamó campeón. También jugó un partido internacional con la selección escocesa.
Craig dejó el Celtic en mayo de 1972 para vivir en Sudáfrica, donde jugó en el Hellenic FC. Sin embargo, tras seis meses regresó al Reino Unido y se unió al Sheffield Wednesday, que pagó al Celtic una compensación de £10,000, ya que el club escocés había retenido sus derechos federativos. Se retiró del fútbol en 1973 para centrarse en su carrera como odontólogo.

## Años posteriores
En julio de 1974, sucedió a Shay Brennan como jugador-entrenador del Waterford F.C.. Sin embargo, en diciembre, después de una aparición como suplente, Craig informó al club que no podía comprometerse con el puesto debido a un "problema doméstico".
En la década de 1980, Craig apareció regularmente como analista de fútbol en el programa de BBC Scotland Sportscene. En 2001, fue nombrado Presidente Honorario del Belfast Shamrock Celtic Supporters Club, que posteriormente cambió su nombre a Jim Craig Celtic Supporters Club en 2011.

## Palmarés
Celtic
- Scottish Championship (7): 1965–66, 1966–67, 1967–68, 1968–69, 1969–70, 1970–71, 1971–72
- Copa de Escocia (4): 1966–67, 1968–69, 1970–71, 1971–72
- Copa de la Liga de Escocia (3): 1967–68, 1968–69, 1969–70
- Copa de Europa: 1966–67
  - Subcampeón: 1969–70
- Copa de Glasgow: 1967–68, 1969–70